# Albert Blomberg
Karl Albert Blomberg, född 16 juli 1844 i Hardemo socken, Örebro län, död 10 mars 1922 i Stockholm, var en svensk geolog.
Blomberg blev student vid Uppsala universitet 1863, filosofie kandidat 1870 och filosofie doktor 1872 på avhandlingen Om hybridbildning hos de fanerogama växterna. Han tjänstgjorde 1870–1874 som extra lärare vid elementarläroverk i Stockholm och 1872–1875 såsom rekognoscör vid Sveriges geologiska undersökning (SGU), blev 1875 vid denna institution biträdande geolog och var 1877–1910 ordinarie geolog. I sistnämnda egenskap utgavs av honom bland annat 15 geologiska kartblad i olika skalor samt praktisk-geologiska beskrivningar över Blekinge och Gävleborgs län samt Närke. Han gjorde på egen bekostnad flera utländska resor inom Europa, delvis för geologiska studier.